# سوکولنیکی (استان اوپوله)
سوکولنیکی (به لهستانی: Sokolniki) یک منطقهٔ مسکونی در لهستان است که در گمینا دانبرووا (استان اوپوله) واقع شده‌است.